# إدوارد دنيسون روس
السير إدوارد دنيسون روس (6 يونيو 1871 - 20 سبتمبر 1940) مستشرق ولغوي متخصص في لغات الشرق الأوسط ووسط آسيا وشرقها. تعلّم في جامعة ستراسبورغ ومن أساتذته فيها ثيودور نولدكه، كان إدوارد أول مدير لكلية الدراسات الشرقية بجامعة لندن، من عام 1916 إلى عام 1937. وعمل في جامعة لندن أستاذاً للفارسية من سنة 1869 حتى سنة 1901، ثم عمل في جامعة جامعة كلكتا مديراً من سنة 1901 حتى 1911، وكانت له عناية بالتراث الفارسي ومخطوطاته وبالمخطوطات العربية.
قرأ روس 49 بلغة وتحدث بـ 30 لغة.[بحاجة لمصدر مستقل] كان مدير مكتب المعلومات البريطاني للشرق الأدنى. وفي ما بعد عام 1877، كتبَ روس مقدمة تعيد طبع ترجمة جورج سيل للقرآن. متعاوناً مع إيلين باور، كتب إدوارد وحرر سلسلة ذات 26 مجلدًا نشرها جورج روتليدج وأولاده. تضمنت السلسلة مذكرات قسيس البحرية هنري تيونج في القرن السابع عشر. انضم روس إلى موظفي المتحف البريطاني في عام 1914، وعُيّنَ لفهرسة مجموعات السير أوريل شتاين. كان الوصي الأصلي لسلسلة جب التذكارية. وفي عام 1934، حضر إدوارد دينيسون روس العيد الألفي للفردوسي في طهران.

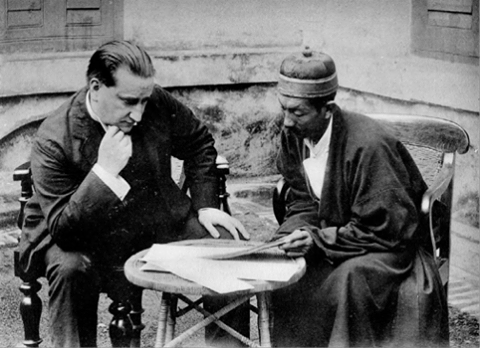
تعلم السير إدوارد دينيسون روس اللغة التبتية مع لاما لوبكانغ (ربما دارجيلنغ ، سنة 1907)

## روابط خارجية
- Works by or about Edward Denison Ross at Internet Archive